# Halite
Ne doit pas être confondu avec Alite.
La halite, couramment appelée sel gemme dans le langage minier, est une espèce minérale solide composée de chlorure de sodium de formule brute NaCl. Elle est tendre, très légère, fragile, de ténacité cassante, a une saveur saline, puisqu'elle contient du sel en très grande majorité, et contient aussi des traces d'iode, brome, fluor, fer, oxygène et silicium. Elle est contenue dans des roches de type évaporites.
Pure, elle est incolore si les cristaux sont bien formés, ou blanche. La présence d'impuretés peut lui donner une couleur grise, jaunâtre à rougeâtre, brunâtre, noire ou encore bleue ou violette.
Le minéral pur, humide au toucher, est beaucoup plus stable que la halite commune, très souvent déliquescente à cause des impuretés, à l'état de faibles traces comme le chlorure de calcium ou le chlorure de magnésium. La halite est soluble dans l'eau. Ce critère de solubilité, associé au goût salé, à une forme cubique ou au clivage caractéristiques des cristaux, permet une identification rapide. Chauffée dans une poêle, la matière minérale décrépite, puis fond. Un grain de halite colore la flamme en jaune vif, caractéristique des ions sodium.
Ce minéral se trouve le plus souvent sous forme de sel marin fossilisé avec d'autres roches évaporites ou salines dans les bassins sédimentaires. Il est indispensable à la vie animale et précieux pour l'économie. Aussi les gisements affleurant en surface ou indiqués par des sources salines sont-ils connus de toute antiquité par les peuples éleveurs.

## Historique de la description et appellations

### Inventeur et étymologie
Cette espèce minérale est connue depuis la préhistoire, mais celui qui en fait la première description minéralogique est Ernst Friedrich Glocker en 1847, qui lui a attribué le nom de « halite ». Ce mot vient du grec ἃλς hals = sel, et  λίθος lithos = pierre. C'est James Dwight Dana qui lui donnera son nom définitif en enlevant le « s » final.

### Synonymes
Il existe pour cette espèce de nombreux synonymes :
- β-halite ;
- cachi ; du quechua kallchi qui signifie « sel » en référence aux lagunes saumâtres du Nord-Est de l'Argentine ;
- halites (Glocker) ;
- martinsite (Karsten 1845)[9] ;
- soude muriatée ;
- muriacite selon la nomenclature de Guyton de Morveau ;
- sel gemme, qui désigne à l'origine une forme massive de halite, en usage une fois pilé comme sel de table.
- sel de terre, sel terreux ou pierreux, sel de salines (mines), pierre de sel.

## Caractéristiques physico-chimiques

### Mélange
La natrikalite fut d'abord décrite comme espèce minérale par Gilbert Joseph Adam en 1869, puis déclassée comme mélange de halite et de sylvite.

### Cristallochimie
La halite se présente comme deux empilements cubiques compacts interpénétrés. Elle prend la forme d'un réseau cubique d'ions hexacoordonnés, c'est-à-dire que chaque anion est entouré de façon octaédrique par six cations, et réciproquement.
- Elle sert de chef de file à un groupe de minéraux isostructuraux, qui forme des solutions solides.

| Minéral     | Formule | Groupe ponctuel | Groupe d'espace |
| ----------- | ------- | --------------- | --------------- |
| Carobbiite  | KF      | 4/m 3 2/m       | Fm3m            |
| Gricéite    | LiF     | 4/m 3 2/m       | Fm3m            |
| Halite      | NaCl    | 4/m 3 2/m       | Fm3m            |
| Sylvine     | KCl     | 4/m 3 2/m       | Fm3m            |
| Villiaumite | NaF     | 4/m 3 2/m       | Fm3m            |

### Cristallographie
La structure de la halite est surtout celle du chlorure de sodium.
La halite cristallise dans le système cristallin cubique, avec le groupe d'espace Fm3m (Z = 4 unités formulaires par maille conventionnelle).
- Paramètre de la maille conventionnelle : {\displaystyle a} = 5,640 2 Å (volume de la maille V = 179,43 Å3)
- Masse volumique calculée = 2,16 g/cm3

Cette structure correspond à deux sous-réseaux cubiques à faces centrées d'ions, décalés de la moitié du côté de la maille selon l'une des directions des côtés de la maille.
Les ions Na+ et Cl− ont chacun une coordinence 6 : n'importe quel ion Cl− est entouré de 6 ions Na+, formant un octaèdre autour du Cl−. Et vice versa, autour de chaque ion Na+ se trouvent comme plus proches voisins 6 ions Cl− formant aussi un octaèdre.

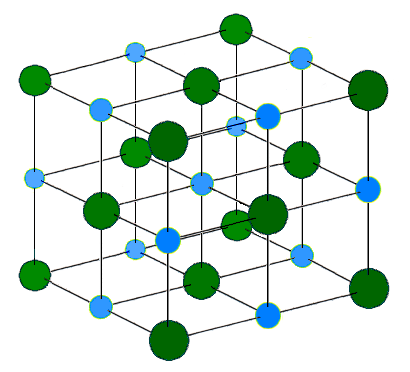
Structure de la halite. Bleu : Na+, vert : Cl−.
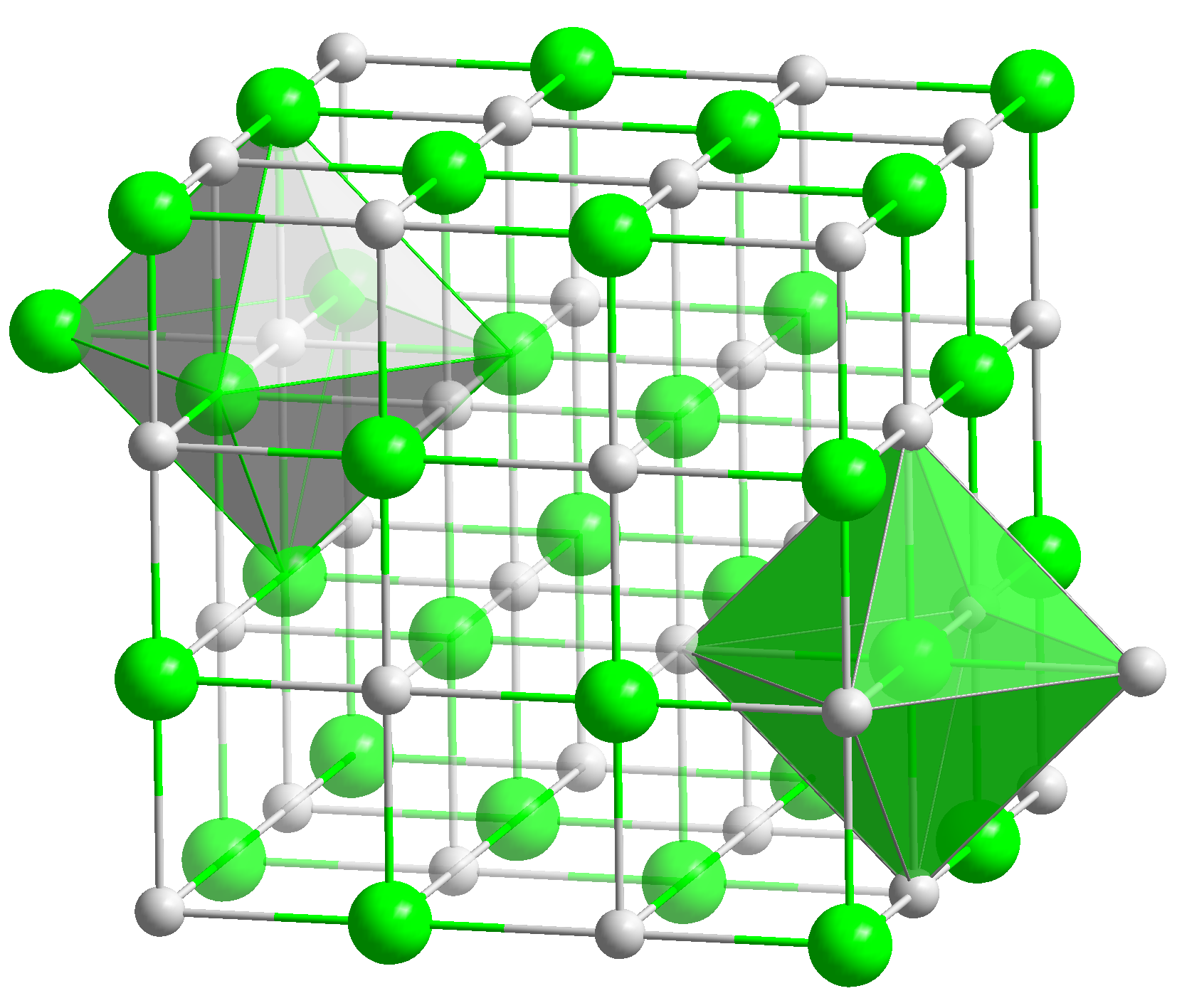
Mise en valeur des polyèdres de coordination.

#### Distinction des cristaux
Les cubes monocristallins sont parfois très gros, avec clivage parfait : ils peuvent atteindre un mètre de côté. Avec l'humidité, ils subissent une dissolution partielle, le plus souvent provoquant un arrondissement des angles.
Les accidents de cristallisation sont néanmoins très fréquents. Ce sont principalement des lacunes structurales, des dislocations, des substitutions... S'ils génèrent des électrons isolés, la couleur bleue tend à s'imposer.
La halite se distingue de la sylvine, de la sylvinite, de la carnallite, minéraux potassiques par le clivage, le test de flamme, la dureté et le goût salé.

#### Cristaux de collection
La manipulation de cette espèce minérale, légèrement hygroscopique, nécessite souvent un nettoyage à l'alcool et une conservation au sec.

## Gîtes et gisements

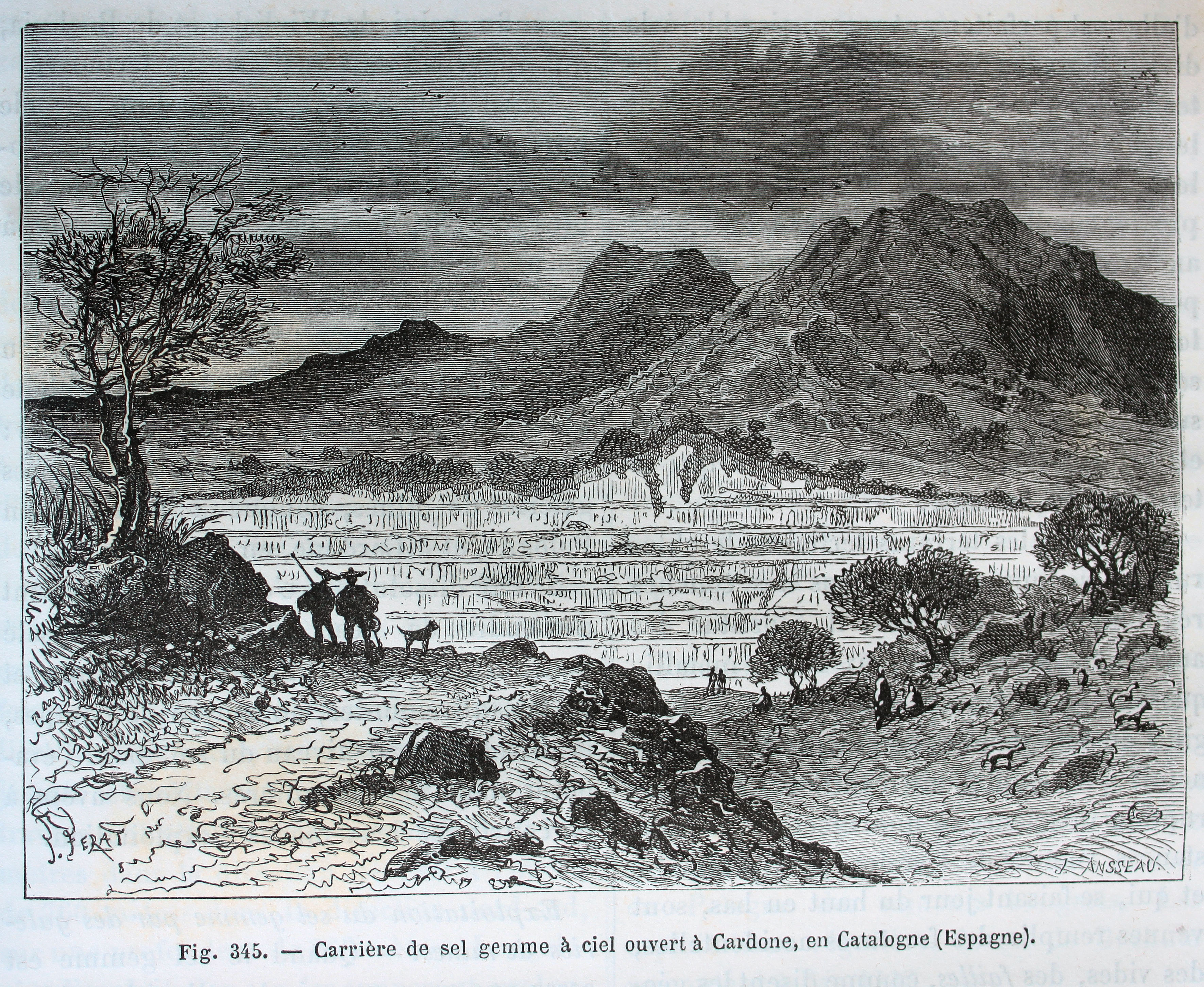
Carrière de sel gemme à ciel ouvert à Cardone (Espagne) en 1873.

D'un point de genèse primaire, la halite peut provenir de l'eau de mer à l'origine des gisements de sel marin, fossiles ou récents, mais aussi de roches ou d'émanations volcaniques ou plutoniques, y compris les eaux thermales, expliquant les eaux salines ou saumâtres des zones endoréiques.
Elle est associée à des couches calcaires, de dolomies, d'argiles, mais le plus souvent à d'autres évaporites, à commencer par le gypse et l'anhydrite. Les lits peuvent avoir une puissance d'environ un mètre à plus de 300 mètres. Les masses salines de faible densité, en particulier les dômes de sel dépassant parfois 10 km de diamètre et 2 kilomètres d'épaisseur, que ses amas contribuent à former, tendent à s'élever et à soulever les couches de terrains supérieures en enveloppes arrondies complexes. Elles sont facilement repérables par diverses méthodes de mesures géophysiques.
En Algérie, le sel gemme est présent sous des épaisseurs avoisinant les 1 000 m, dans les rochers de sel de Djelfa, d'El Outaya à Biskra. Au Sahara, les forages sahariens l’ont également rencontré sous des épaisseurs moyennes de 500 m. On estime les réserves au Sahara à 400 000 milliards de tonnes.
Au sud-est de l'Iran, dans les monts Zagros, le sel remonte d'une profondeur de 10 km sous la forme de diapirs salifères qui percent la surface pour former d'énormes amas qui s'écoulent latéralement comme des glaciers de sel sous la pression continue de la halite. Le plus célèbre d'entre eux, le Kuh-e-Namak, atteint 400 m de hauteur.

### Gîtologie et minéraux associés
La halite est un composant de nombreuses roches évaporitiques, provenant de l'évaporation de lacs ou mers salés. Elle peut se rencontrer en couches importantes dans les dépôts sédimentaires, comme dans le Saulnois lorrain (Varangéville Dombasle, Rosières-aux-Salines en val de Meurthe, Dieuze, Château-Salins, en val de Seille), à Lons-le-Saunier dans le Jura, au Pays Basque, à Beskoitze (Briscous) puis Urketa (Urcuit) ou en Béarn, à Salies-de-Béarn dans les Pyrénées-Atlantiques, à Dax dans les Landes,  à Salies-du-Salat dans la Haute-Garonne, mais aussi à Salzbourg ou dans le Salzkammergut en Autriche, en Suisse, à Heilbronn ou Berchtesgaden en Allemagne, dans la province de Wieliczka en Pologne, dans le Sud-Est de la Russie, en Inde, en Iran, en Grande-Bretagne, à Cardona en Espagne, en Ontario, dans les états américains de New-York, du Michigan et de l'Ohio, du Kansas et du Wyoming, dans les dômes de sel du golfe du Mexique par exemple au Texas ou en Louisiane, dans le Permian Basin entre Texas et Nouveau-Mexique, en Arizona et au Nevada, dans le vaste salar d'Uyuni en Bolivie, au Pérou, en Colombie, ou encore associée à d'autres sels potassiques et magnésiens d'origine marine comme à Stassfurt en Saxe allemande ou dans les innombrables lacs alcalins des régions arides, froides ou chaudes, voire associée aux couches minces de sylvinite dans le bassin potassique. Elle apparaît en efflorescences sur de vastes régions arides.
La halite est associée à divers chlorures, carbonates et sulfates (gypse, sylvine, polyhalite, carnallite, etc.).

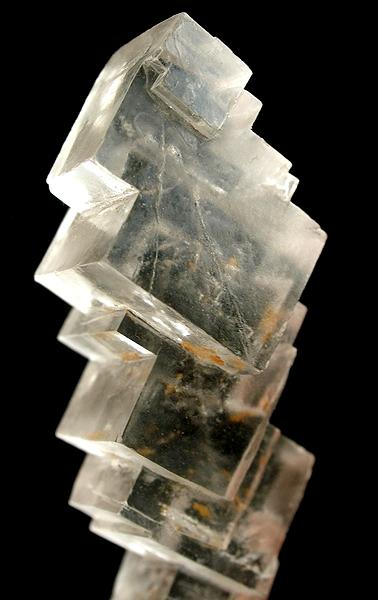
Cubes empilés de halite. Échantillon sorti tel quel des mines potassiques de Staßfurt (Saxe-Anhalt, Allemagne).

### Gisements producteurs de spécimens remarquables
- Autriche

Druses de cristaux hexaédriques du Salzkammergut, par exemple Hallstatt ou Hall
- Canada
- États-Unis
- France :
  - le bassin salifère de Lorraine :
    - Mine de sel de Varangéville en Meurthe-et-Moselle ;

  - le bassin salifère de Franche-Comté :
    - Gouhenans, Saulnot, Mélecey-Fallon[15], Grozon et Athesans-Étroitefontaine dans le gisement de Haute-Saône, où le sel est mêlé au bassin houiller keupérien ;
    - les Salines de Salins-les-Bains et la Saline royale d'Arc-et-Senans, reliées par un saumoduc du XVIIIe siècle de vingt-et-un kilomètres de long, sont classées patrimoine mondial de l'UNESCO depuis 2009[16].
- Pologne :
  - Mines de sel de Wieliczka, Wieliczka, Małopolskie - Mine ouverte dès le XIIIe siècle, classée au patrimoine de l’UNESCO.
- Italie :
  - Halite violette de Calascibetta en Sicile (couleur due à la radioactivité naturelle)

- Yémen

- Inde
- Pakistan
  - Mine de sel de Khewra

### Gisements historiques et routes du sel gemme

#### Préhistoire
Le sel est utilisé pour l'assaisonnement et la conservation des aliments depuis la Préhistoire.

#### Routes du sel gemme
Les routes du sel désignent les routes commerciales d'échanges et de commerce, par lesquelles le sel a été transporté historiquement depuis les régions de production vers les régions consommatrices et déficitaires. Certaines d'entre elles concernaient tout particulièrement le sel gemme.
L'azalaï en langue tamasheq est la caravane de dromadaires menée deux fois par an par les Arabes qui pratiquent le transport et le commerce au travers du désert du Sahara sur près de 1 000 km. Le sel gemme est extrait des mines de Taoudeni au nord du Mali et vendu à Tombouctou et sur d’autres marchés du Sahel. Dans le sens inverse, ils transportaient les esclaves. L'azalaï était un maillon important de la traite orientale.
Au Tibet, les nomades du sel constituaient des caravanes composées de yaks pour transporter du sel depuis les sauneries situées sur des sommets de l'Himalaya pour le troquer après transport dans les plaines contre de l'orge et des aliments de base.
Du sel gemme est également extrait à la main du cœur des contreforts himalayens, dans les mines de Khewra, au Pendjab pakistanais, depuis 350 av. J.-C.. Cette mine est la seconde mine de sel en exploitation au monde en termes de production . Alexandre le Grand fut le premier, aux environs de 350 ans avant J.-C., à faire transporter le sel rose de l’Himalaya vers l'Europe.
En Arabie du Sud (Yémen), les mines de sel (halite) de la région de Shabwa et de Tamna' ont engendré un important commerce dans l'Antiquité, tout comme au Moyen Âge, sur la côte de la Tihamâ, les diapirs d'as-Salif et de Jabal al-Milh.

## Exploitation des gisements
Au début des années 1990, la mine de Retsof, dans l'État de New York, comptait parmi les plus grandes salines du monde. Ses principales utilisations sont :
- minerai pour l'industrie de la soude (voie vers la fabrication de la soude caustique ou l'industrie verrière) et de l'acide chlorhydrique ;
- important minerai (associé) pour les (sous) produits extraits : potasse, magnésium, chlore, brome, iode.
- la halite est le principal constituant du sel employé pour le salage des routes ;
- dans l'industrie alimentaire, comme conservateur (notamment depuis l'Antiquité pour la conservation de la viande) ou condiment exhausteur de goût, mais aussi prodigieux fixateur d'eau pesante (sel alimentaire) ;

## Galerie

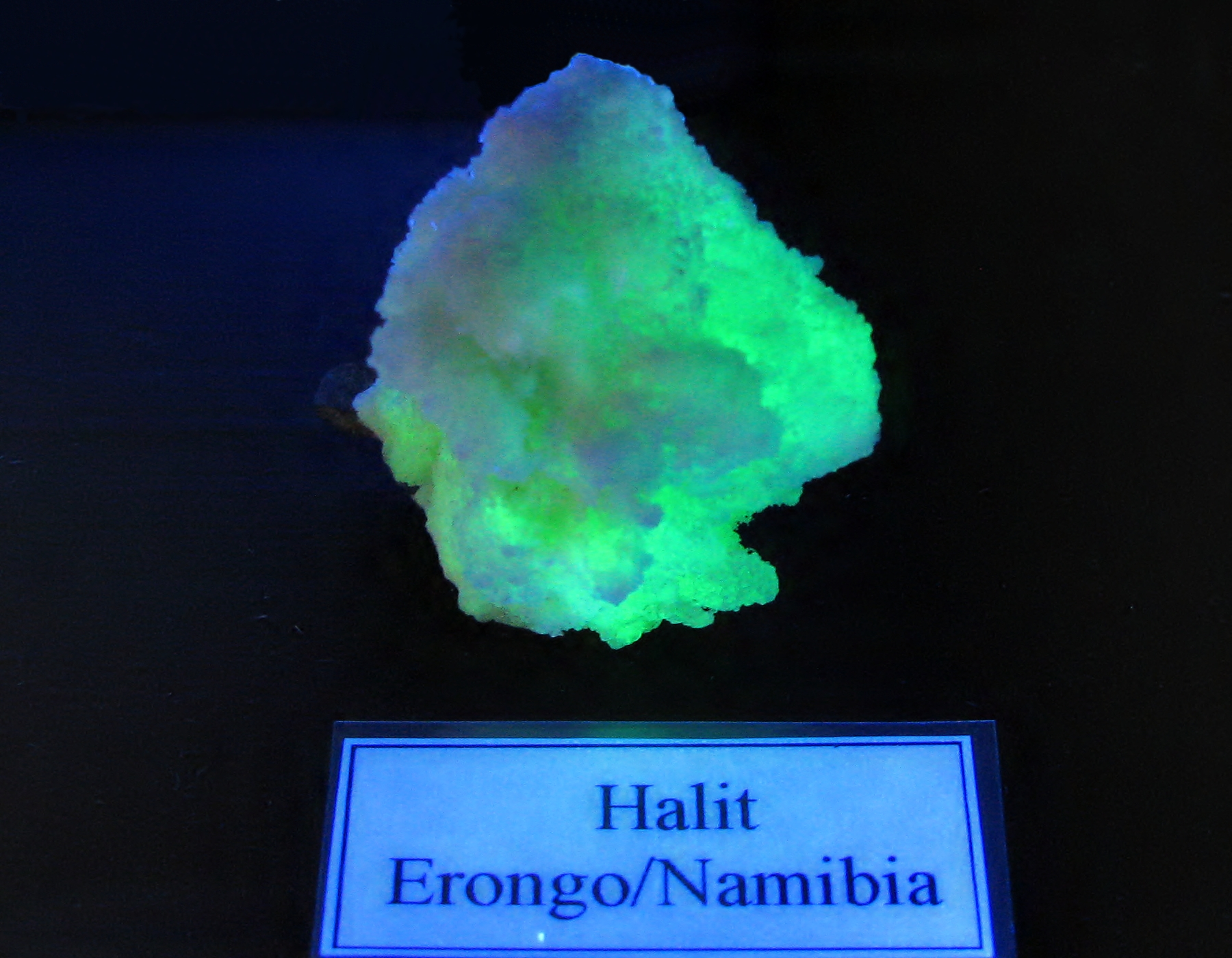
Fluorescence de la halite d'Erongo, Namibie. Musée minéralogique de Bonn.
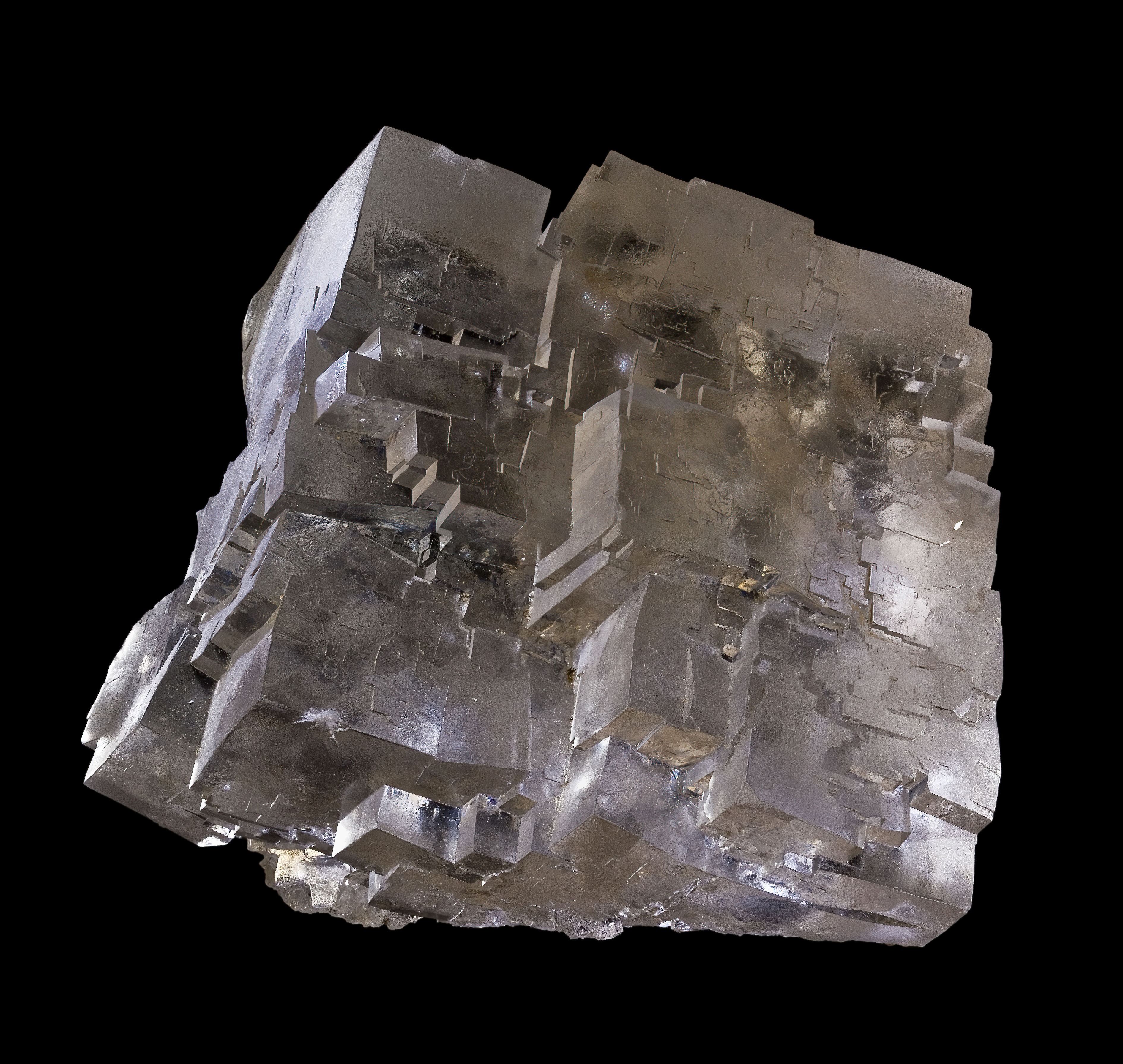
Cristal de sel de l'une des mines de sel de Wieliczka en Pologne.
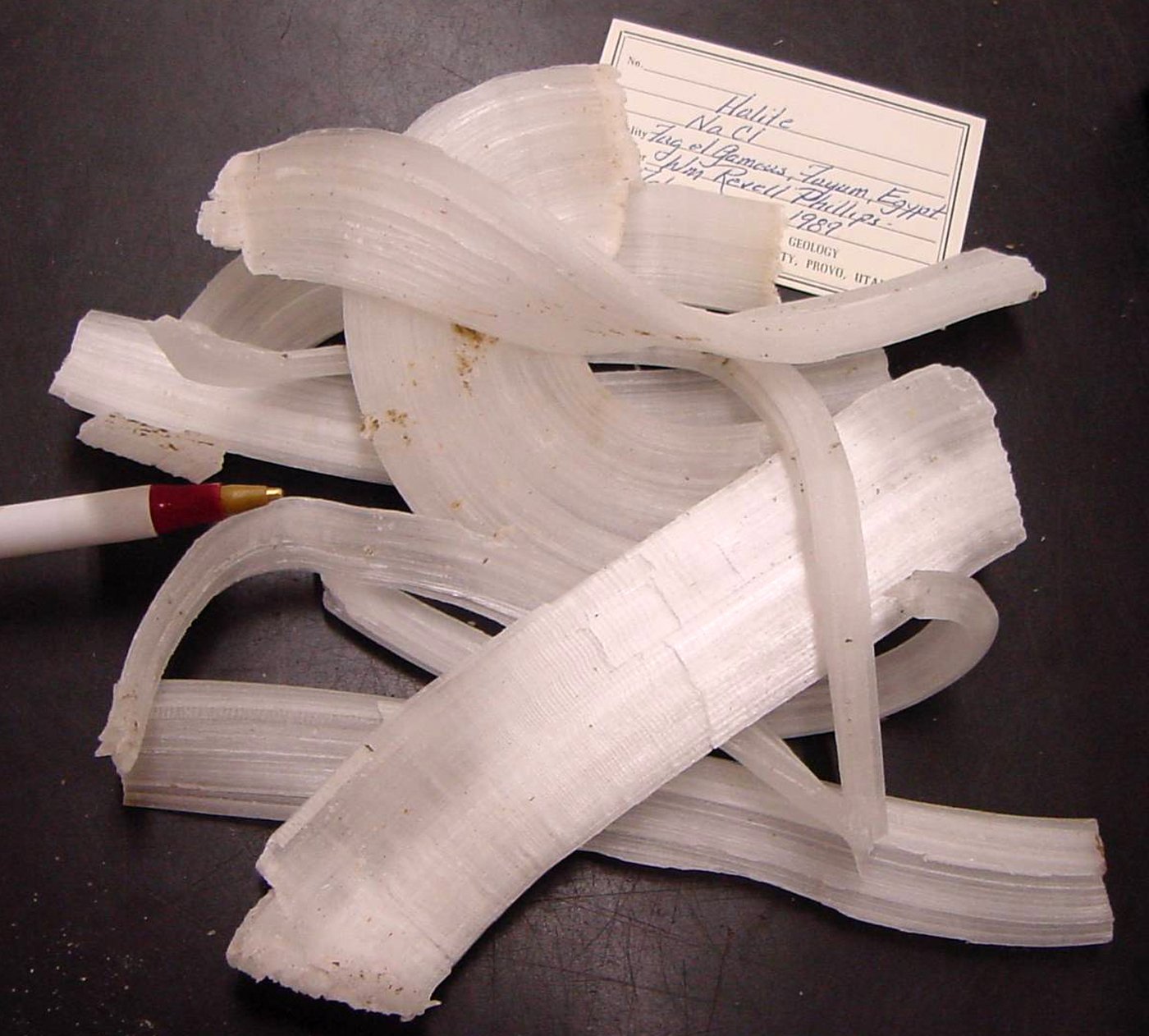
Halite du gouvernorat du Fayoum en Égypte.
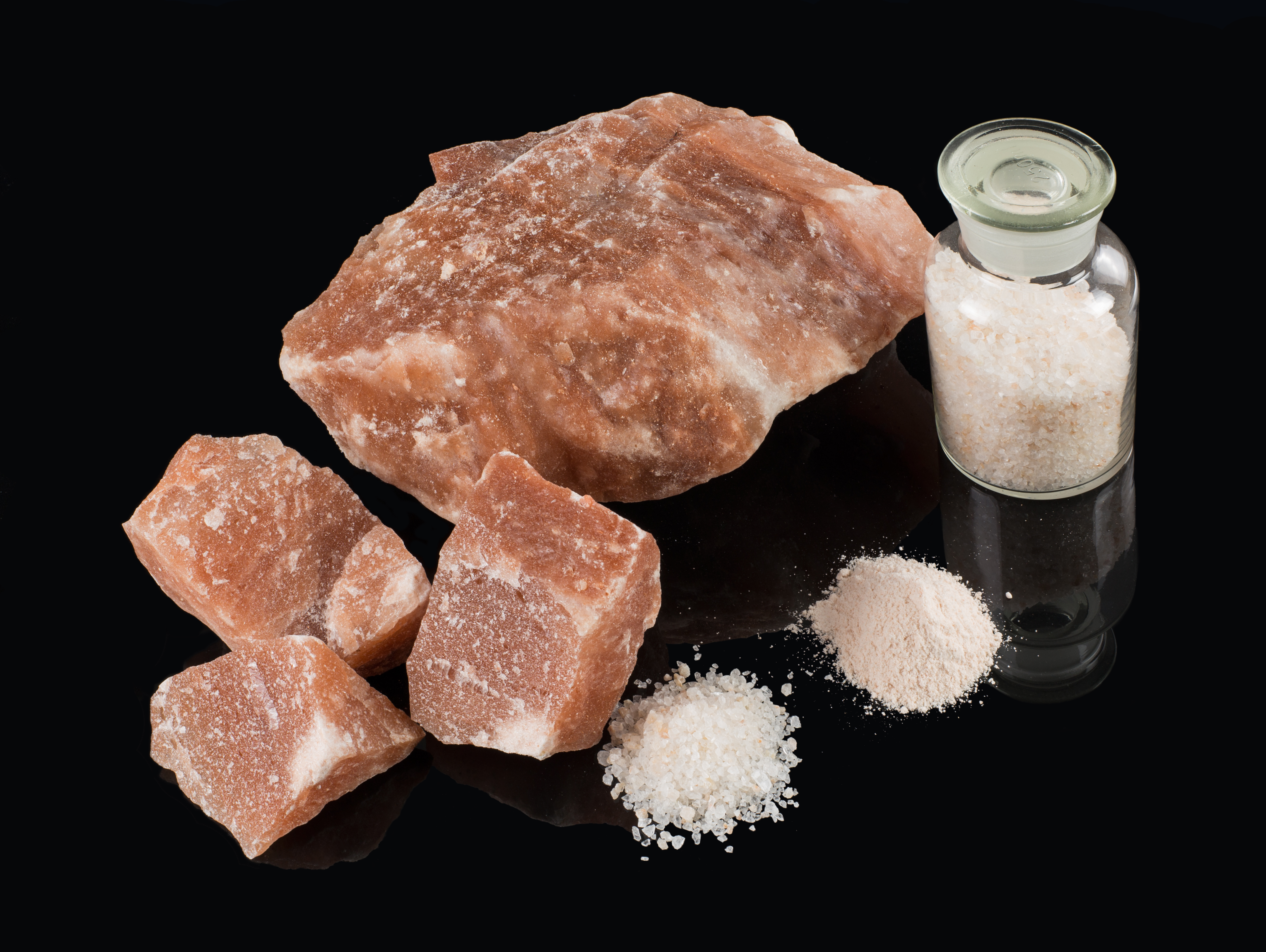
Sel rouge provenant de la mine de sel de Khewra.
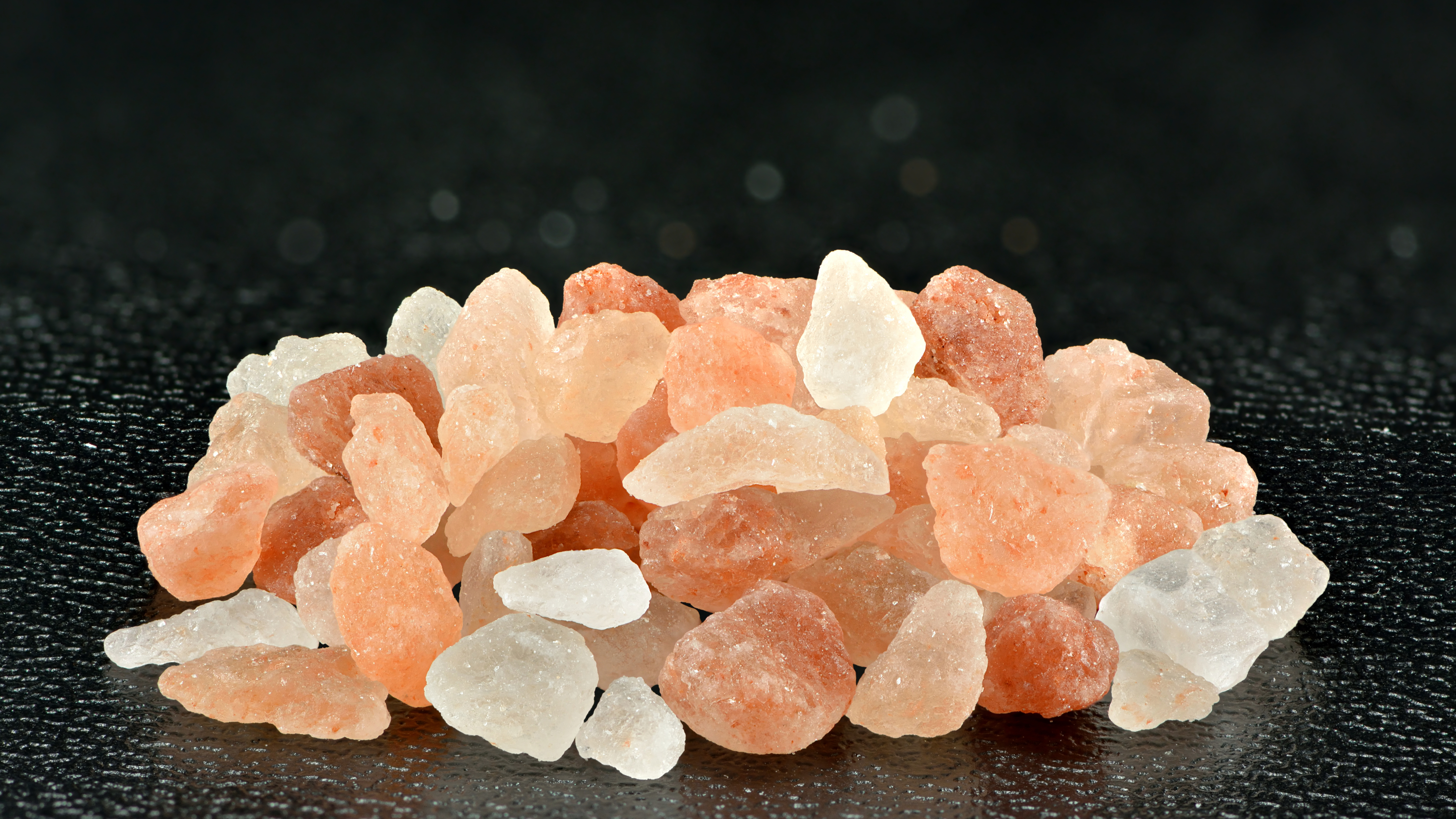
Halite extraite de la mine de Khewra.
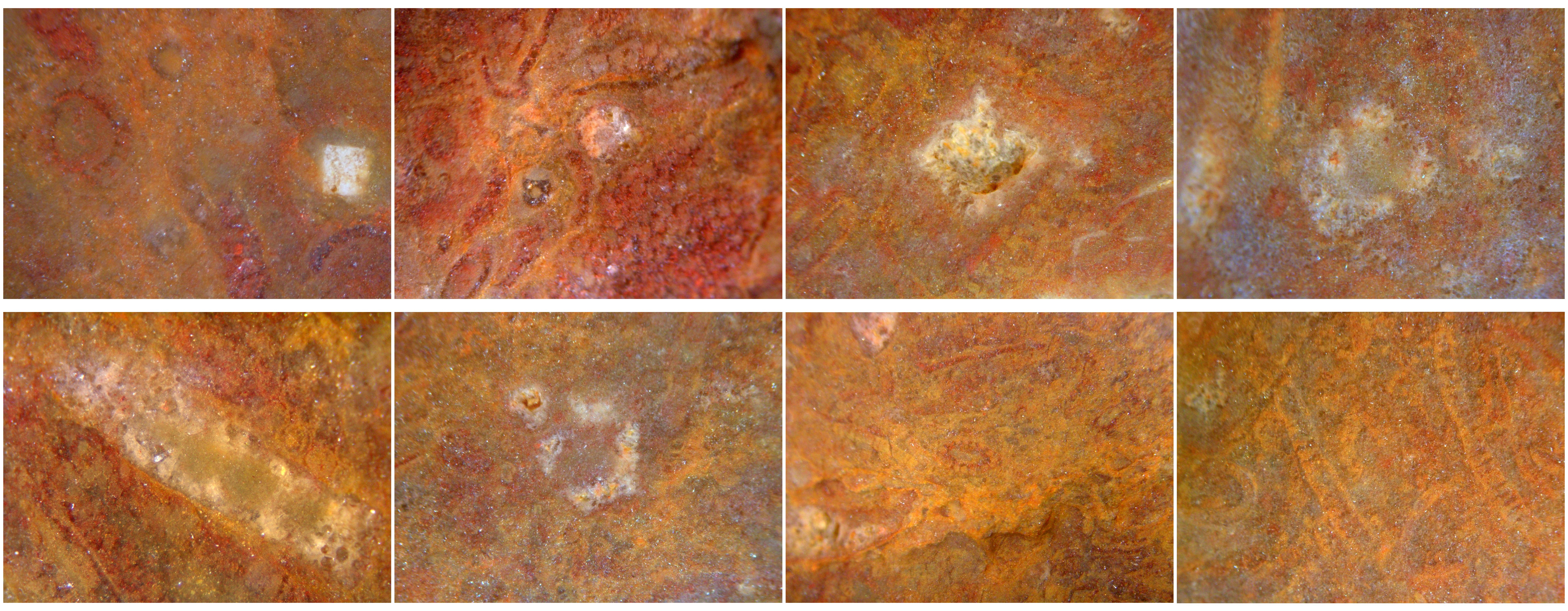
Pseudomorphoses de trémies de sel associées à des restes silicifiés d'algues dans un galet (flint) des alluvions de la Loire, région de Marcigny, France.